# Rönneholmsvägen

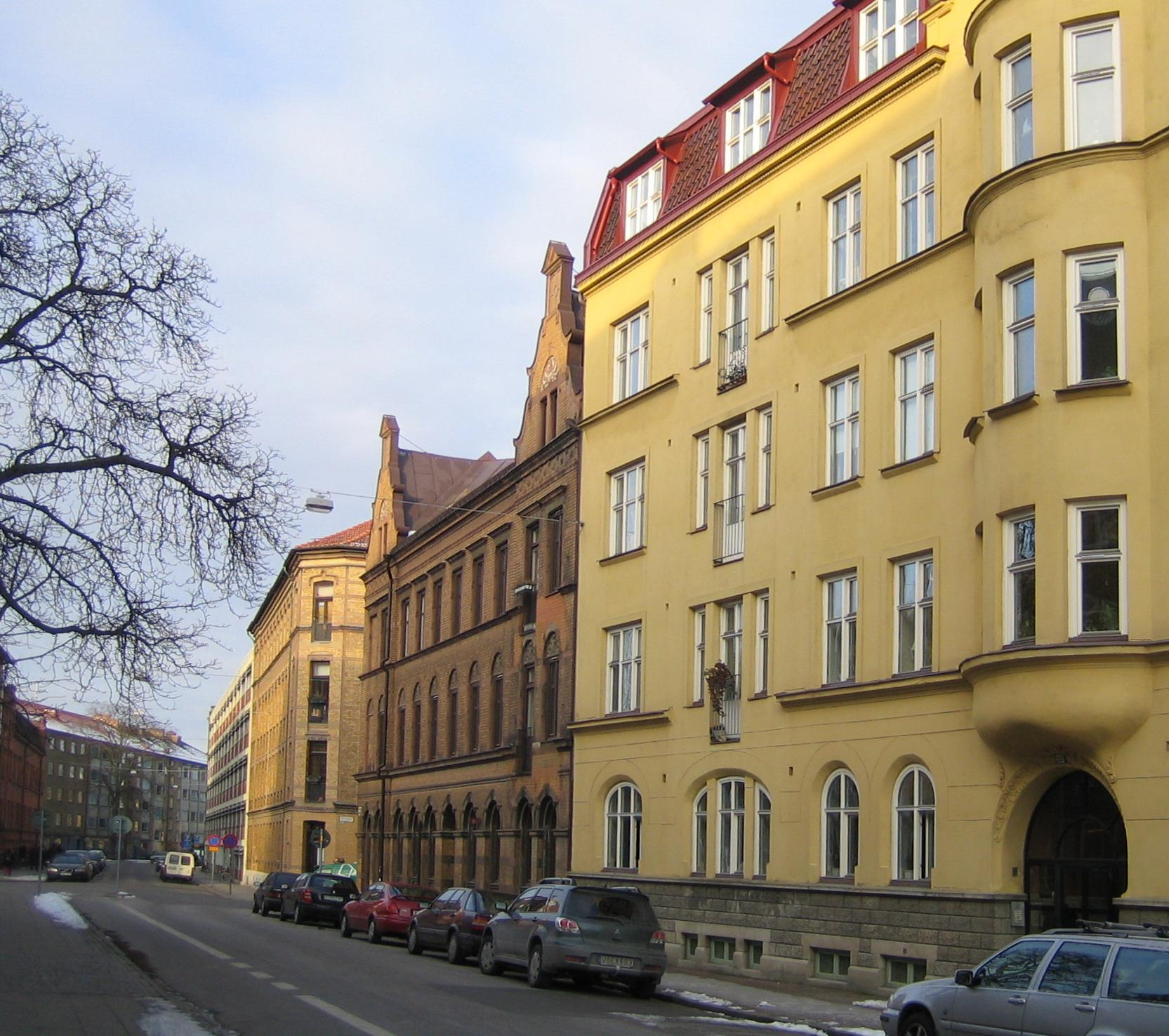
Nuvarande Västra Rönneholmsvägen

Rönneholmsvägen var sedan urminnes tid landsvägen västerut i Malmö, från Triangeln till Fridhem, numera uppdelad i kortare gator.
Sträckan östra delen, förbi lantstället Terningholm, kallades under 1700-talet och framåt först Terningholmgatan (ej att förväxla med nuvarande Tärningholmsgatan, sedan 1935 namn på den 1910 tillkomna Riisgatan), senare Terningholmsvägen. Den västra delen genom Rönneholmsparken omlades 1813 i en stor båge för att komma på längre avstånd från lantstället Rönneholm. År 1879 erhöll hela sträckningen namnet Rönneholmsvägen, vars betydelse minskade avsevärt genom förlängningen 1897 av Regementsgatan.
År 1962 utgick namnet Rönneholmsvägen på sträckan väster om Beridaregatan och den tidigare bågformade gatan genom Rönneholmsparken togs bort. Delen väster om Major Nilssonsgatan erhöll namnet Nordlinds väg (efter Carl Magnus Nordlindh), vilken kom att sträcka sig från Rönneholm längs den västra delen av den ursprungliga räta vägen genom parken och vidare till Erikslustvägen. Sträckan Triangeln-Beridaregatan behöll namnet Rönneholmsvägen fram till 1973, då den uppdelades i Östra och Västra Rönneholmsvägen efter att förbindelsen mellan dessa delar brutits genom ombyggnad vid Carl Gustafs väg.

## Källor

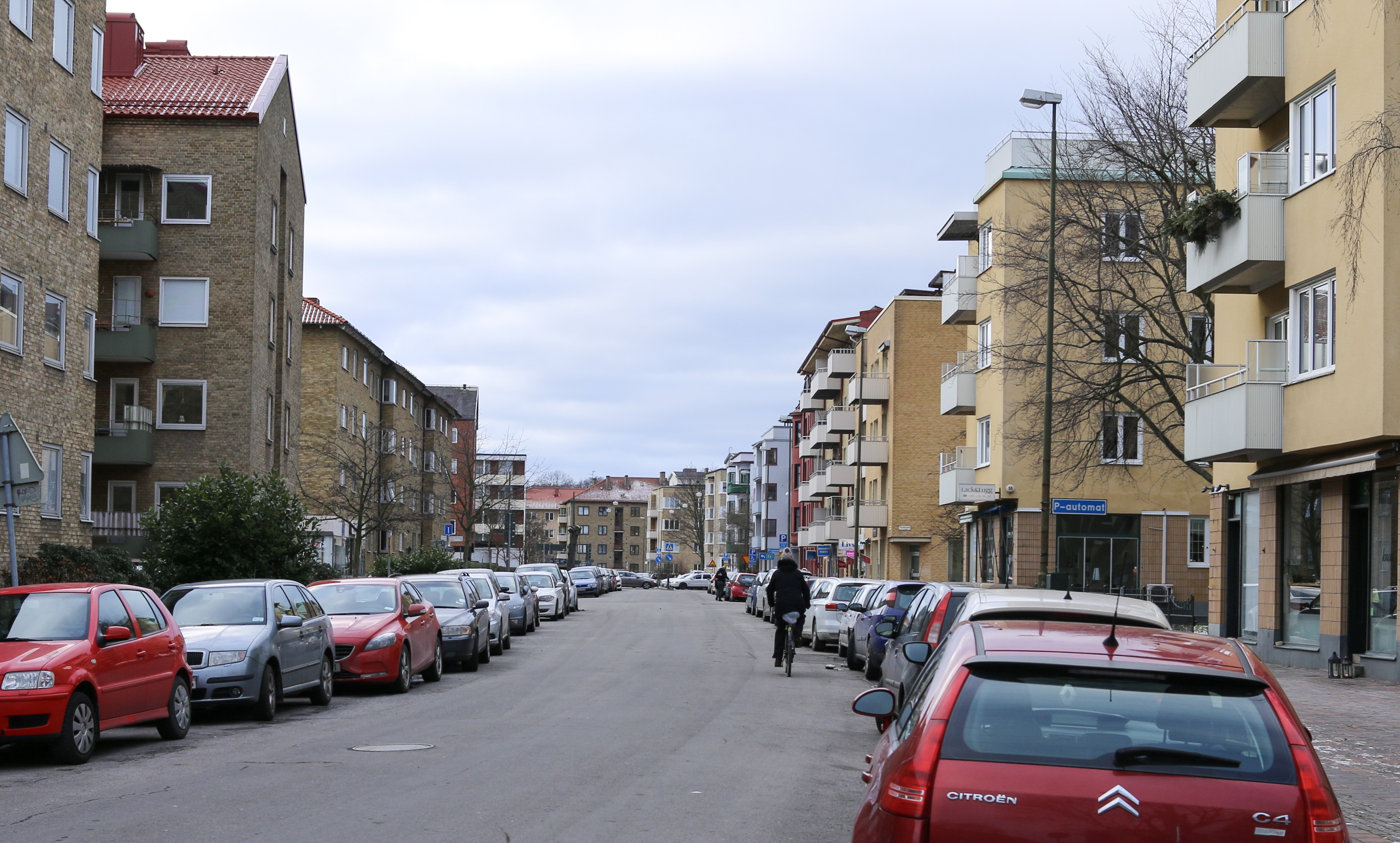
Västra Rönneholmsvägen